# خوزه پرالس
خوزه پرالس (انگلیسی: José Perales؛ زادهٔ ۲۵ مهٔ ۱۹۹۳) بازیکن فوتبال اهل اسپانیا است.
از باشگاه‌هایی که در آن بازی کرده‌است می‌توان به باشگاه خیمناستیک تاراگونا و باشگاه فوتبال دینامو تفلیس اشاره کرد.